# Epepeotes laosicus
Epepeotes laosicus är en skalbaggsart som beskrevs av Stefan von Breuning 1965. Epepeotes laosicus ingår i släktet Epepeotes och familjen långhorningar.
Artens utbredningsområde är Laos. Inga underarter finns listade i Catalogue of Life.